# 保坂幸永
保坂 幸永（ほさか ゆきなが、1931年8月13日 - ）は、山梨県塩山市赤尾出身の元プロ野球選手（捕手、投手）。

## 来歴・人物
山梨県立日川高等学校では、捕手として1949年の春の選抜に出場。1回戦で北野高に敗退。同年夏の甲子園県予選を勝ち抜き山静大会決勝に進むが、静岡城内高に敗れ甲子園出場を逸する。
卒業後は立教大学へ進学。1年上に堀川瑛（東洋レーヨン）がおり、4年生から正捕手となる。東京六大学野球リーグでは、1953年春季リーグで優勝を経験するが、その後は明大、早大に圧倒され、優勝には届かなかった。大学同期に大沢昌芳、古田昌幸がいる。2年後輩の杉浦忠ともバッテリーを組んだことがあった。
1956年大映スターズに入団。同年は谷本稔とレギュラーを争い7月から正捕手に定着、87試合に先発出場を果たす。しかし弱肩が影響し、翌1957年は、高橋ユニオンズとの球団合併に伴い移籍してきた筒井敬三や谷本との競争に敗れ出番が減少、同年限りで一旦引退する。
1958年、大映と合併した大毎オリオンズの二軍コーチに就任した。しかし1959年には現役に復帰し投手に転向する。1959年、1960年に偵察要員として1試合ずつ出場するが、登板機会はなかった。大毎の4連敗に終わった1960年の日本シリーズでも3試合に偵察要員として名を連ねている。同年限りで現役引退。
1961年からはスカウトを務め、1964年限りで退団。のち食品会社の取締役となった。

## 詳細情報

### 年度別打撃成績
| 年 度     | 球 団     | 試 合 | 打 席 | 打 数 | 得 点 | 安 打 | 二 塁 打 | 三 塁 打 | 本 塁 打 | 塁 打 | 打 点 | 盗 塁 | 盗 塁 死 | 犠 打 | 犠 飛 | 四 球 | 敬 遠 | 死 球 | 三 振 | 併 殺 打 | 打 率 | 出 塁 率 | 長 打 率 | O P S |
| --------- | --------- | ----- | ----- | ----- | ----- | ----- | -------- | -------- | -------- | ----- | ----- | ----- | -------- | ----- | ----- | ----- | ----- | ----- | ----- | -------- | ----- | -------- | -------- | ----- |
| 1956      | 大映      | 115   | 340   | 326   | 25    | 73    | 9        | 1        | 7        | 105   | 36    | 4     | 4        | 2     | 3     | 8     | 0     | 1     | 63    | 5        | .224  | .243     | .322     | .565  |
| 1957      | 大映      | 64    | 94    | 94    | 4     | 12    | 4        | 0        | 0        | 16    | 1     | 1     | 0        | 0     | 0     | 0     | 0     | 0     | 23    | 3        | .128  | .128     | .170     | .298  |
| 1959      | 大毎      | 1     | 0     | 0     | 0     | 0     | 0        | 0        | 0        | 0     | 0     | 0     | 0        | 0     | 0     | 0     | 0     | 0     | 0     | 0        | ----  | ----     | ----     | ----  |
| 1960      | 大毎      | 1     | 0     | 0     | 0     | 0     | 0        | 0        | 0        | 0     | 0     | 0     | 0        | 0     | 0     | 0     | 0     | 0     | 0     | 0        | ----  | ----     | ----     | ----  |
| 通算：4年 | 通算：4年 | 181   | 434   | 420   | 29    | 85    | 13       | 1        | 7        | 121   | 37    | 5     | 4        | 2     | 3     | 8     | 0     | 1     | 86    | 8        | .202  | .218     | .288     | .506  |

### 背番号
- 47（1956、1958年 - 1959年）
- 22（1957年）
- 27（1960年）
- 61（1961年）